# نعناع چمنی پاره‌پاره
نعناع چمنی پاره‌پاره (نام علمی: Prunella laciniata) نام یک گونه از سرده نعناع چمنی است.